# Alice Colonieu
Pour les articles homonymes, voir Colonieu.
Alice Victorine Antoinette Colonieu, née le 5 novembre 1924 à Marseille et morte le 18 juillet 2010 à Vaison-la-Romaine, est une céramiste, artiste peintre et sculptrice française.

## Biographie

### Sa vie
D'une vieille famille de Vaucluse, Alice Colonieu est la fille d'Albert, contrôleur à la SNCF, et de Céphyse Jouve.
Après être sortie de l’École supérieure des beaux-arts de Marseille où elle reçut plusieurs premier et second prix, pendant la guerre. Puis, Alice Colonieu suit les cours de l'école professionnelle de céramique de Fontcarrade dite aussi École de Formation Artistique de Fontcarrade à Montpellier, puis s’installe près d’Orange.
Dès les années 1945 jusqu'aux années 1980, Alice Colonieu exprime son talent en modelant la terre. Les céramiques qu'elle a créées sont lourdes, aux couleurs vives, réalisées au colombin et toujours sans moule. Pierre Staudenmeyer disait de son œuvre qu’elle était « vigoureuse, souvent baroque, respirant la force et l’énergie, atteignant une modernité faite de liberté et d’audace qui, poussant à l’extrême des références classiques, les déformant même, savait redonner une vitalité aux formes du passé »
Alice Colonieu expose au salon des Arts décoratifs en 1953 et 1954. En 1953, elle devient membre de la fédération des métiers d’art. Elle présente ses céramiques lors du premier Festival international de la céramique de Cannes en 1955,. Puis en 1961, Alice Colonieu remporte la médaille d’or à l’Exposition nationale des Arts.
En 1966, Alice Colonieu bénéficie du 1% artistique,.
Elle travaille pour des grands décorateurs comme Jean Royère, Maurice Rinck, et Jules Leleu pour qui elle réalise les deux panneaux en céramique qui ont orné la piscine du paquebot Pierre Loti. Mais elle s’intéresse aussi à la décoration de bâtiments publics comme la Poste de l’Isle-sur-Sorgue, la cité scolaire Frédéric-Mistral d’Avignon, ou même des autels pour les églises de Roaix, Sablet et Valréas. Ses œuvres sont exposées au musée national d’art moderne de Paris, au musée international de la céramique de Faenza, et dans de grandes collections privées internationales.
Écœurée par la débauche de produits et objets décoratifs pour touristes qui font souvent la part belle au mercantilisme au détriment de la veine créatrice, Alice Colonieu arrête sa production vers le milieu des années 1960, pour se consacrer à des commandes spécifiques. Puis elle s’installe à Roaix dans le Vaucluse où elle fait construire une maison et une chapelle qu’elle décore entièrement[Laquelle ?]. Elle explore la peinture et l’illustration de livres. Une légende locale stipule que des pénitents blancs avaient demandé à Alice Colonieu, qui avait installé son atelier de poterie à Roaix, de réaliser une statue de la Vierge pour l'installer à l'arrière d'une maison de Villedieu[réf. nécessaire].
Cet ensemble de style Renaissance, orné d'une coquille Saint-Jacques, est baptisé la Vierge du sourire et est conservée à Villedieu.
En 1992, Jean-Pierre Chalon lui consacre une exposition. En 1997, passionnée par le Moyen Âge, Alice Colonieu illustre l'ouvrage Templiers : Chevaliers d'Orient et d'Occident de René Lachaud.
Alice Colonieu meurt le 18 juillet 2010 à Vaison-la-Romaine.

### Postérité
Du 10 février 2012 au 17 mars 2012, une exposition intitulée « Peintures en fleur » s'est déroulée à la Galerie Fert à Nyons qui présentait notamment quelques natures mortes floraux de Alice Colonieu.
Du 30 mars au 28 octobre 2012, une exposition des œuvres de céramistes des années 1950 a eu lieu au musée de la poterie méditerranéenne qui présentait notamment des pièces de Alice Colonieu.
En septembre 2013, lors du « Marseille Provence 2013 », dans les salles de l'Hôtel de Manville à Baux-de-Provence, s'est déroulée la première exposition du « Septembre de la céramique et du verre » où sont exposées les œuvres d'Alice Colonieu et de Jean-Paul van Lith. Lors de cet événement, Sylvie Caron, la commissaire de l'exposition Marseille-Provence 2013, a rendu hommage à Alice Colonieu, en exposant des pièces inédites, dont notamment son service de vaisselle personnel et les bijoux que l'artiste avait réalisés pour elle-même.
À Vaison-la-Romaine, une voie a été baptisée impasse Alice-Colonieu.

## Œuvres
- Paire de panneaux pour la piscine du paquebot Pierre Loti : Ce diptyque en céramique et en forme d'ogive[19] est une commande du décorateur Jules Leleu[20] pour décorer la piscine du paquebot Pierre Loti, lancé le 3 mai 1952 à l'arsenal de Brest[21]. L'œuvre, d'une hauteur de 190 cm et d'une largeur de 88 cm[22], où figure deux tahitiennes en bas-relief a été démonté lors de la vente du paquebot à la Grèce en 1970.
- Vierge du sourire : Sculpture à caractère religieux, composé d'une statue de la Vierge orné d'une coquille Saint-Jacques dans un style Renaissance est installée à l'arrière d'une maison du village de Villedieu[14].
- Vase en céramique : conservé aux archives nationales, site de Pierrefitte-sur-Seine[23].

## Récompenses
- Médaille d’or à l’Exposition nationale des Arts en 1961[réf. nécessaire]